# Voo Korean Air Lines 015
O Voo Korean Air Lines 015 foi um voo de passageiros realizado por um Boeing 747-200 que partiu do Aeroporto Internacional de Los Angeles, Califórnia, com destino ao Aeroporto Internacional de Gimpo, em Seul, Coreia do Sul com uma escala em Anchorage (Alasca), que acabou se acidentando ao tentar pousar em 19 de novembro de 1980. Dos 226 passageiros e tripulação, 15 morreram no acidente.

## Aeronave
O avião envolvido no acidente era um Boeing 747-2B5B, de prefixo HL7445 , que realizou o seu primeiro voo em 23 de março de 1979, e foi entregue para a Korean Air Lines em 11 de abril de 1979.

## Acidente
O vento estava calmo com uma visibilidade de 1.000 metros enquanto que o 747 da Korean Air Lines realizava a sua aproximação final na pista 14 do Aeroporto Internacional de Gimpo. O piloto reportou para a torre que tinham problemas com os controles, antes do avião colidir a apenas 90 metros antes do início da pista em um barranco de aterro. O compartimento de carga da aeronave foi rompido depois que o trem de pouso principal colapsou com o impacto. O avião então deslizou pela pista de barriga e logo após se iniciou um incêndio. A aeronave foi evacuada, mas seis tripulantes e nove passageiros morreram no acidente e quatro tiveram ferimentos graves.